# Леонардо да Винчи (лунный кратер)
Кратер Леонардо да Винчи (лат. da Vinci) — останки крупного ударного кратера на восточном побережье Моря Спокойствия на видимой стороне Луны. Название присвоено в честь итальянского художника и учёного, изобретателя, писателя Леонардо да Винчи (1452—1519) и утверждено Международным астрономическим союзом в 1935 году.

## Описание кратера
Ближайшими соседями кратера являются кратер Коши на западе; кратер Лайелл на северо-западе; маленький кратер Криль на севере; кратер Глейшер на северо-востоке; кратер Уотс на востоке; маленький кратер Асада на юго-востоке; кратеры Камерон и Тарунций на юге-юго-востоке и кратер Лоуренс на юго-западе. На северо-западе от кратера расположен Залив Согласия; на севере — Болото Сна; на северо-востоке — Море Кризисов; на юге — Море Изобилия; на юге-юго-западе — горы Секки. Селенографические координаты центра кратера — 9°06′ с. ш. 44°57′ в. д. / 9,1° с. ш. 44,95° в. д., диаметр — 37,5 км, глубина 2,1 км.
Кратер Леонардо да Винчи имеет полигональную форму и практически полностью разрушен. Вал сглажен и трудно различим на фоне окружающей местности, лучше всего сохранилась восточная и северо-западная части вала. Дно чаши пересечённое, в центре чаши расположена группа центральных пиков, основной пик имеет высоту 2000 м, четыре пика к северу от него — 800—1000 м.

## Сателлитные кратеры

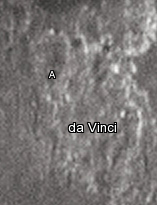
Снимок Девида Кемпбелла.

| Леонардо да Винчи | Координаты                                         | Диаметр, км |
| ----------------- | -------------------------------------------------- | ----------- |
| A                 | 9°40′ с. ш. 44°12′ в. д. / 9,66° с. ш. 44,2° в. д. | 15,9        |